# Тейлор, Максвелл
Максвелл Давенпорт Тейлор (англ. Maxwell Davenport "Max" Taylor; 26 августа 1901 года, штат Миссури — 19 апреля 1987 года) — американский военачальник, четырёхзвёздный генерал (23 июня 1953).

## Биография
Окончил Военную академию США (1922).
Участник Нормандской операции в 1944 году и Голландской операции в сентябре того же года.
В 1945—1949 годах — суперинтендант Военной академии США.
Между 1949 и 1951 годами — комендант американского сектора в Берлине. С 1953 года[уточнить] участник Корейской войны.
С 30 июня 1955 по 1 июля 1959 — начальник штаба сухопутных войск США.
С 1 июля 1959 в отставке.
С 1 июля 1961 — военный советник президента США.
С 1 октября 1962 по 1 июля 1964 — председатель Объединённого комитета начальников штабов. В 1963 году Тейлор посетил Вьетнам в составе Миссии Макнамары — Тейлора для переговоров с руководством страны.
С 1 июля 1964 в отставке.
С 1964 по 1965 год Тейлор являлся послом США в Южном Вьетнаме.
В 1968—1970 годах председатель Совета президента США по внешней разведке.
19 апреля 1987 года — умер от бокового амиотрофического склероза.

## Воинские звания
- 22.6.1922 второй лейтенант
- 2.1927 первый лейтенант
- 1.8.1935 капитан
- 1.7.1940 майор
- 24.12.1941 подполковник (временное повышение)
- 1.2.1942 полковник (временное повышение)
- 4.12.1942 бригадный генерал (временное повышение)
- 31.5.1944 генерал-майор (временное повышение)
- 8.1951 генерал-лейтенант (временное повышение)
- 23.6.1953 генерал (временное повышение)
- 13.6.1945 подполковник (постоянное звание)
- 24.1.1948 полковник (постоянное звание)
- 24.1.1948 бригадный генерал (постоянное звание)
- 8.1951 генерал-майор (постоянное звание)